# Прапор Дубоссар
Прапор Дубоссар — офіційний символ міста Дубоссари затверджений 6 грудня 2005 року рішенням № 11 президії Ради народних депутатів Дубоссарського району та міста Дубоссари. Автор прапора: Стародубов Володимир Олександрович.

## Опис
Прапор являє собою прямокутне полотнище (розміром у співвідношенні 1:2) червоно-зеленого кольору (в співвідношенні 3:2) верх червоний, низ — зелений.
По центру прапора зображена електроопора у вигляді великої літери «Д» жовтого кольору. Елементи електроопори всередині у вигляді ламаної лінії і на зовнішній стороні у вигляді двох трикутників по обидві сторони у верхній частині опори — синього кольору.
У лівому верхньому кутку — дубовий лист з жолудем зеленого кольору на червоному тлі. У нижній частині прапора, на зеленому тлі розташовані хвилясті гострокутні горизонтальні лінії по всій довжині прапора білого і синього кольору, між якими просвічує зелене полотно.
Держак з лівого боку. Розмір древка — за Конституцією ПМР. Прапор односторонній.